# Castel d’Aiano
Castel d’Aiano ist eine italienische Gemeinde (comune) mit 1905 Einwohnern (Stand 31. Dezember 2023) in der Metropolitanstadt Bologna, Region Emilia-Romagna.

## Lage
Castel d’Aiano liegt auf 805 m s.l.m. im toskanisch-emilianischen Apennin und ist damit eine der höchstgelegenen Gemeinden der Metropolitanstadt Bologna. Ihr Gebiet erstreckt sich entlang der Wasserscheide der Flüsse Reno und Panaro.

## Geschichte
Der Aufbau der Festung von Aiano begann zwischen dem 7. und dem 8. Jahrhundert und wurde im 10. Jahrhundert im erhöhten Teil des Gebiets erneuert. Das Gemeindegebiet befindet sich im Grenzland und war darum lange zwischen Modena und Bologna umstritten, bevor es endgültig unter die Herrschaft von Bologna kam. Castel d’Aiano war im Zweiten Weltkrieg Teil der letzten Frontbegradigungen der Gotenstellung und wurde während der Bombardierungen vom November 1944 fast völlig zerstört. Während der Frühjahrsoffensive der Alliierten 1945 wurde das von der 334. Infanterie-Division verteidigte Castel d’Aiano am 14. April von der 10. US-Gebirgsdivision erobert.

## Verwaltungsgliederung
Zur Gemeinde Castel d’Aiano gehören auch die fünf Fraktionen Casigno, Rocca di Roffeno, Santa Maria di Labante, Sassomolare und Villa d’Aiano.

## Sehenswürdigkeiten
Nennenswert sind der Weiler von Rivola bei Villa d’Aiano mit seinem Turm aus dem 16. Jahrhundert, die Casetorri (Turmhäuser) von Poggiolo und Monzone (18.–19. Jahrhundert), die Torre di Lavacchio vom 16. Jahrhundert und die adelige Wohnanlage von Torre Jussi (16.–17. Jahrhundert) mit dem Gebetshaus der Annunziata (18. Jahrhundert) in Rocca di Roffeno. In Casigno sind die Casa Landi und La Palazzina weitere sehenswerte Bauten. In Labante kann man die alten Mühlsteine der bis heute betriebenen Mühle von Povolo bewundern, während in San Cristoforo das Quellwasser eine wunderliche Kalkstein-Ablagerung verursacht, sponga genannt, und die bekannten Höhlen von Labante ausgegraben hat.
In den Wäldern von Monte Castellana liegt die Ortschaft Stella mattutina (Morgenstern), die Sommerresidenz der Grafen Nanni-Levera, den Besitzern des Aneva-Tals, denen auch das Castello Manservisi gehörte. In Roffeno, auf der alten Via Nonantolana, befindet sich die Kirche Santa Lucia, ein ehemaliges Benediktiner-Kloster.

## Marienkapelle von Brasa
Der Legende nach fiel hier zwei jungen Hirten ein Marien-Antlitz an einem Kastanienbaum auf. An dieser Stelle entstand im Gefolge die Votivkapelle der Madonna von Brasa. Anfang des 18. Jahrhunderts errichtet, wurde sie nach den Zerstörungen im Zweiten Weltkrieg zu Beginn der 1960er-Jahre wieder aufgebaut. Sie liegt unweit von Castel d’Aiano am Brasa-Pass. Das Fest der Madonna di Brasa findet jedes Jahr am letzten August-Wochenende statt.